# Chrášťany (ort i Tjeckien, Mellersta Böhmen, lat 50,07, long 14,93)
Chrášťany är en ort i Tjeckien.   Den ligger i regionen Mellersta Böhmen, i den centrala delen av landet, 40 km öster om huvudstaden Prag. Chrášťany ligger 258 meter över havet och antalet invånare är 617.
Terrängen runt Chrášťany är lite kuperad.Runt Chrášťany är det ganska glesbefolkat, med 45 invånare per kvadratkilometer. Närmaste större samhälle är Kolín, 19,7 km öster om Chrášťany. Trakten runt Chrášťany består till största delen av jordbruksmark.